# اپل ایربادز

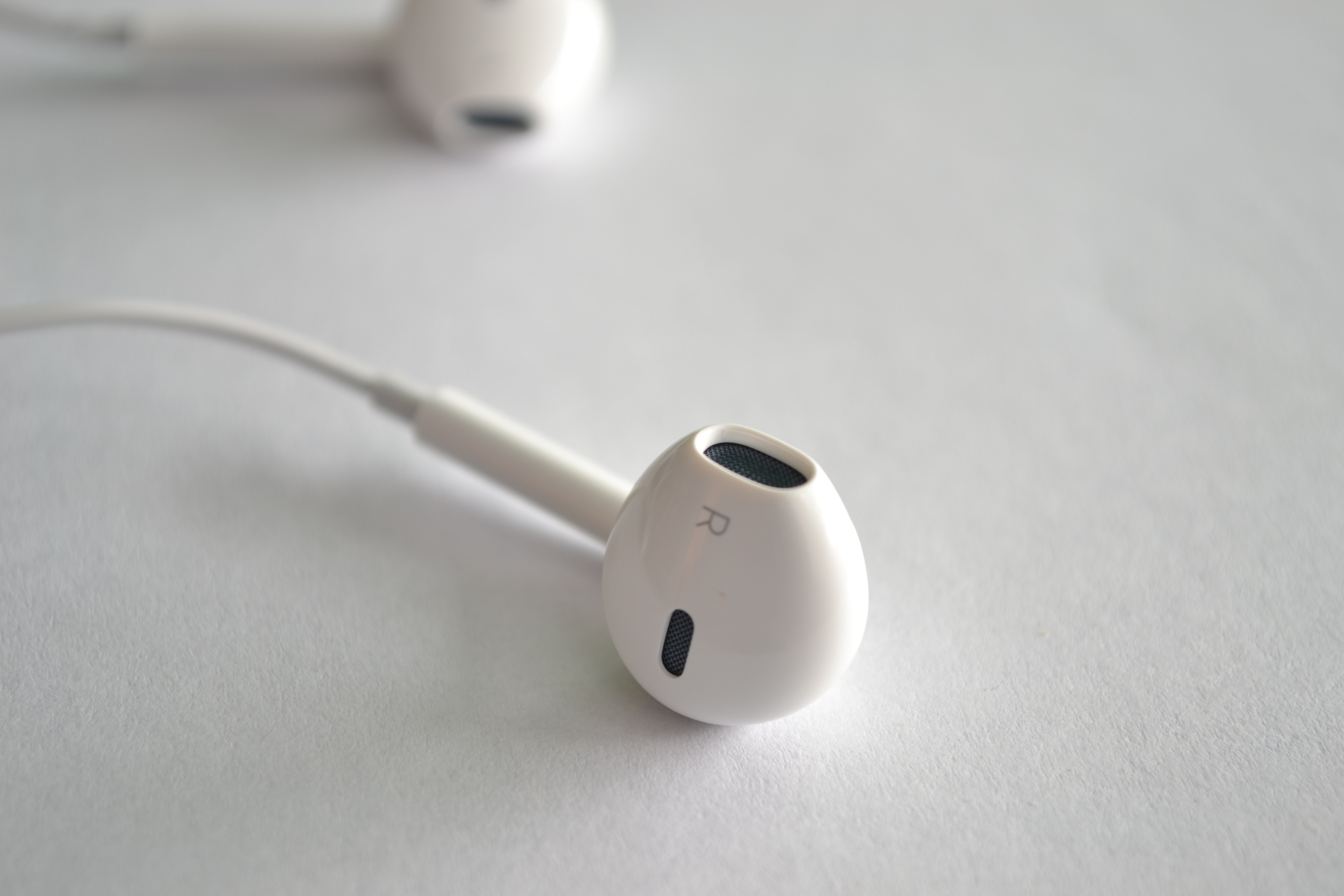
اپل ایربادز که به تاریخ ۱۲ سپتامبر ۲۰۱۲ معرفی شد.

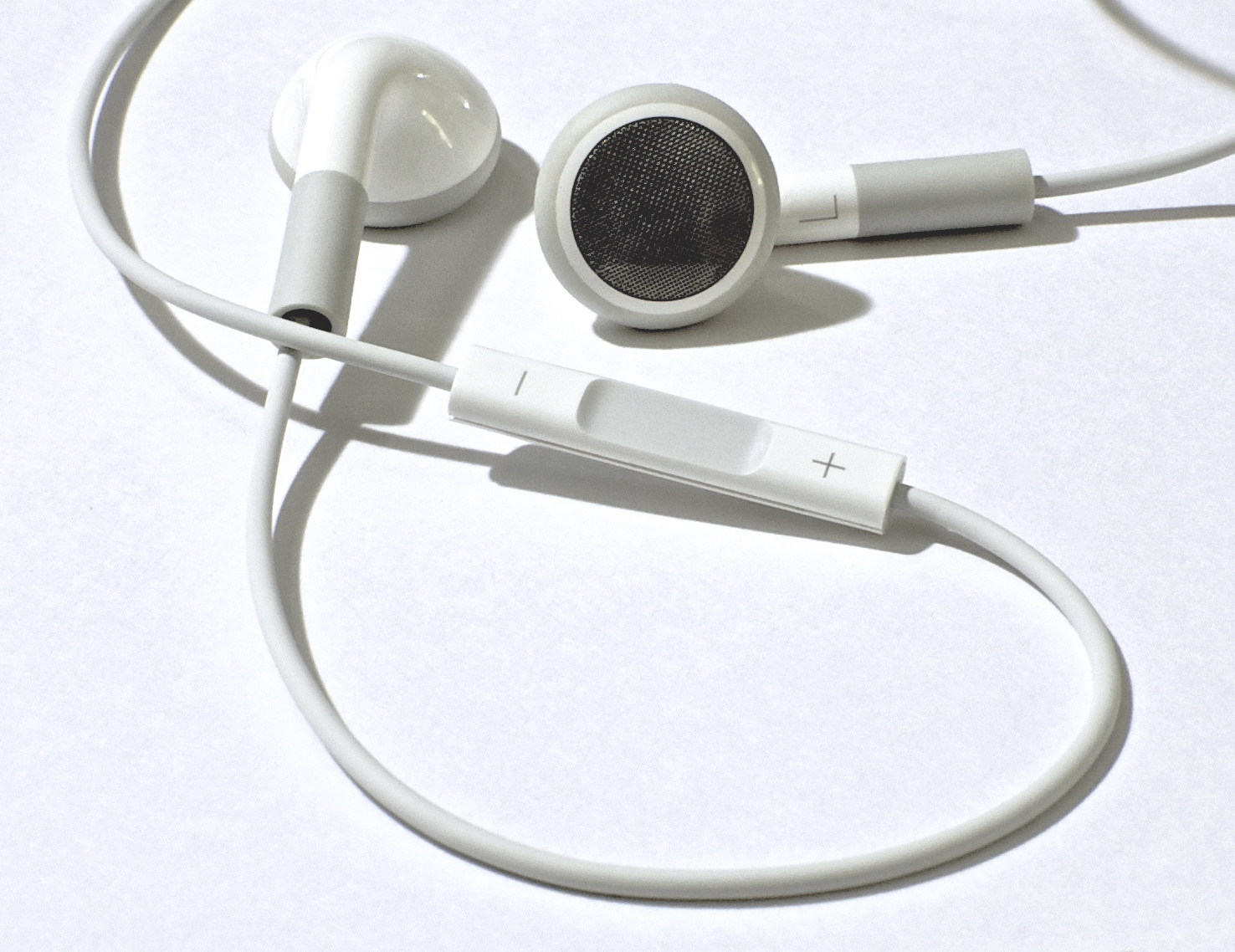
ایربادز که در جعبه نسل دوم آی‌پاد تاچ به مشتریان عرضه می‌شد.

اَپِل ایِربادز هدفون درون‌گوشی سپیدرنگ ساخت شرکت اپل است که در جعبه محصولاتی مثل آی‌پاد یا آی‌پاد تاچ به مشتریان این شرکت عرضه می‌شود. این هدفون‌ها که به عقیده برخی «انقلابی» در زمینه فناوری‌های صوتی محسوب می‌شوند، از نظر زیبایی نیز مورد تحسین قرار دارند.

## تاریخچه
ایربادز های اولیه دوکمه کنترل نداشتند و نخست به همراه آی‌پاد به بازار عرضه شدند. چهارمین نسل از ایِربادز را می‌توان از رنگ سپید کناره بلندگوهای آن و همچنین حروف L (چپ) و R (راست) که در روبروی هدفون و نه پشت آن، هک شده، شناخت.

### ایربادز نسل نخست
نسل نخست این هدفون‌ها در جعبه نخستین نسل از آی‌پاد به تاریخ ۲۳ اکتبر ۲۰۰۱ به مشتریان عرضه شد.

### ایربادز با کنترل
این مدل کاملاً مشابه مدل استاندارد ایربادز است با این تفاوت که دکمه‌های کنترل در آن تعبیه شده‌اند. این مدل تنها در جعبه نسل سوم از آی‌پاد شافل به مشتریان عرضه شد.

### ایربادز با کنترل و میکروفون
این مدل در جعبه آیفون ۳جی‌اس، آیفون ۴، آیفون ۴اس و نسل سوم آی‌پاد تاچ و همچنین به صورت جداگانه به بازار عرضه شد.

### هدفون‌های درون‌گوشی اپل
هدفون‌های درون‌گوشی اپل که به تاریخ ۹ سپتامبر ۲۰۰۸ به بازار معرفی و به تاریخ ۱۲ سپتامبر ۲۰۱۲ دوباره‌طراحی شدند، تنها به صورت جداگانه به فروش می‌رسند. همچون ایربادزهای معمولی، این هدفون‌ها نیز دارای کنترل و میکروفون درون‌کار هستند. این هدفون‌ها که در واقع نوع اعلای هدفون‌های ساخت اپل هستند، با شعار بازرگانی "مهندسی شده برای برترین دقت‌مندی آکوستیک، طراز و شفافیت صدا" به بازار عرضه می‌شوند. کنترل و محفظه این هدفون‌ها در ۱۲ سپتامبر ۲۰۱۲ دوباره‌طراحی شد.

### اپل ایرپادز
اپل ایِرپادز که به تاریخ ۱۲ سپتامبر ۲۰۱۲ معرفی شد، نخست در جعبه آیفون ۵ به بازار عرضه شد که دارای کنترل و میکروفون بود. این هدفون همچنین در جعبه آی‌پاد تاچ (نسل پنجم) (بدون کنترل و میکروفون) و آی‌پاد نانو (بدون کنترل و میکروفون) نیز به مشتریان عرضه شد. همچنین مشتریان امکان خرید این محصول به صورت جداگانه را دارا بودند.
همه گونه‌های ایربادز به جز گونه ابتدایی دارای کنترل هستند که به کاربر امکان کم و زیاد کردن صدا، عقب و جلو و متوقف کردن موسیقی و ویدیو و نیز گرفتن عکس توسط اپلیکیشن‌های فیلم‌برداری را می‌دهند. همچنین هدفون‌هایی که دارای کنترل و میکروفون هستند به کاربر امکان مکالمه تلفنی و کنترل صوتی برخی اپلیکیشن‌ها را می‌دهند. این کنترل و میکروفون در کپسولی روی سیم سمت راستی و به همراه علائم نشان‌گر همچون علامت مثبت و منفی (کم و زیاد) و میکروفون قرار گرفته‌اند. کربران همچنین قادرند با بهره‌گیری از این هدفون‌ها و اتصال آن‌ها به رایانه‌های مکینتاش همین قابلیت‌ها را روی آن‌ها نیز داشته باشند. گفتنی است گزارش‌های بسیاری در رابطه با مشکل داشتن کنترل و میکروفون اپل ایربادز با رطوبت به ثبت رسیده است. آیفون (نسل اول) و آیفون ۳جی به همراه هدست‌های استریوی ویژه آیفون به بازار آمدند که دکمه‌های کنترل نداشتند و تنها دکمه‌ای برای تماس گرفتن در آن‌ها تعبیه شده بود. اپل ایرپادز با آیفون ۳جی‌اس، آی‌پاد تاچ و همه مدل‌های آی‌پد و آی‌پد مینی سازگار است. این هدفون‌ها با آی‌اواس ۲٫۲ و بالاتر و همچنین بیش‌تر دستگاه‌های اندرویدی سازگارند. ایرپادز در جعبه آیفون ۵، آیفون ۵سی، آیفون ۵اس، آیفون ۶، آیفون ۶ پلاس، آیفون ۶اس، آیفون ۶اس پلاس، آیفون اس‌ای، آیفون ۷ و آیفون ۷ پلاس و به صورت جداگانه عرضه شد.

## اپل ایرپادز

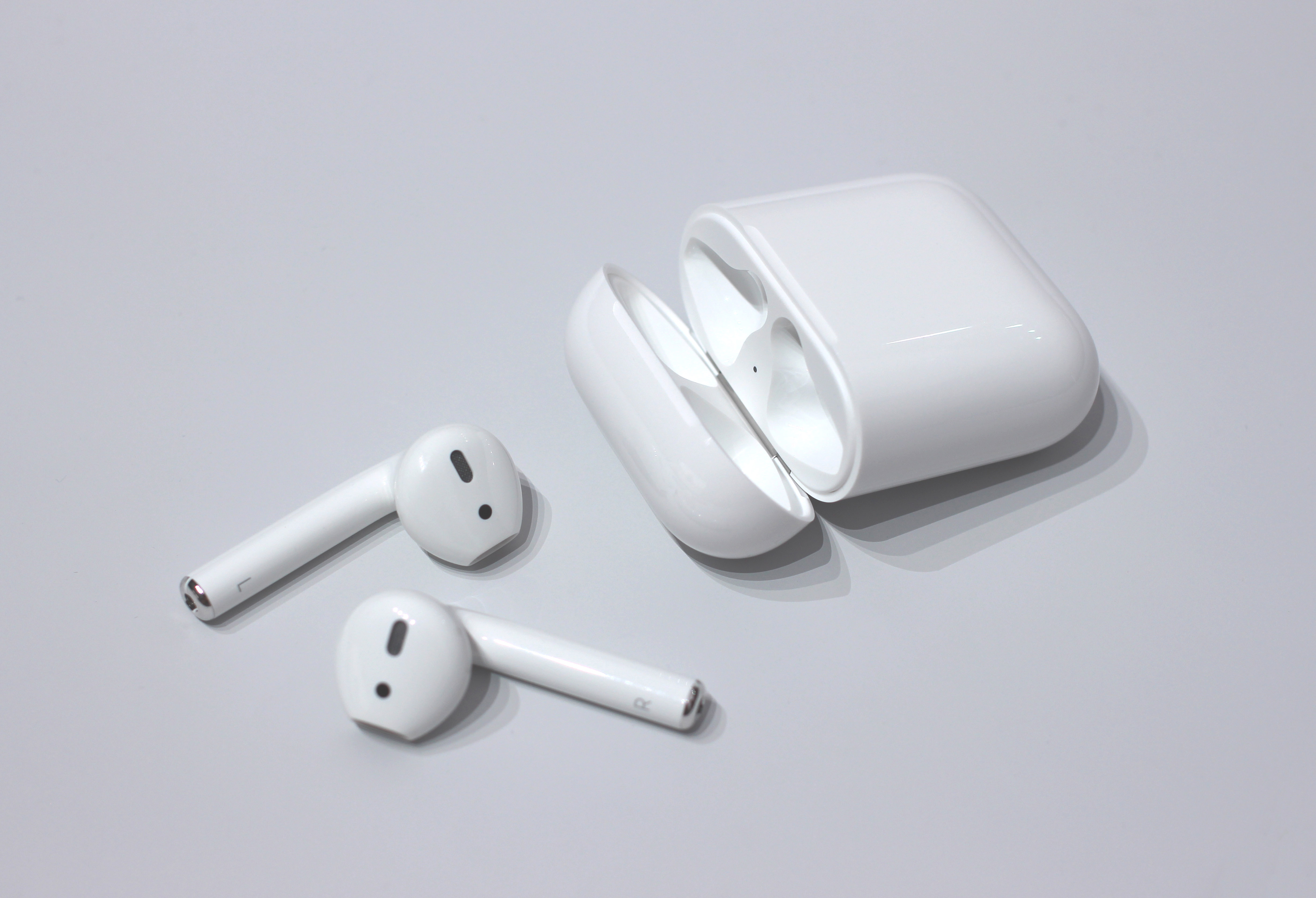
اپل اِیرپادز و محفظه آن

اپل اِیرپادز که به همراه آیفون ۷ و در سپتامبر ۲۰۱۶ به بازار معرفی شد، یک هدفون بی‌سیم است دارای فناوری‌هایی چون میکروفون، شتاب‌سنج‌های دوگانه و حس‌گرهای مادون قرمز برای به‌کار اندازی هدفون به محض قرار گیری آن در گوش کاربر. از آن‌جایی که رابط تی‌آراس در آیفون ۷ تعبیه نشده، این هدفون تنها از دو راه بی‌سیم یا با به‌کارگیری فناوری صدای دیجیتال از طریق اتصال لایتنینگ قابل متصل شدن به آیفون ۷ است. محفظه این هدفون به عنوان شارژر آن نیز عمل کرده و تا ۲۴ ساعت شارژ باتری‌های آن را تأمین می‌کند. این محفظه خود با شارژر معمولی آیفون شارژ می‌شود.